# Kanton Authon-du-Perche
Authon-du-Perche is een voormalig kanton van het Franse departement Eure-et-Loir. Het kanton maakte deel uit van het arrondissement Nogent-le-Rotrou. Het werd opgeheven bij decreet van 24 februari 2014, met uitwerking op 22 maart 2015. Alle gemeenten werden toegevoegd aan het kanton Brou.

## Gemeenten
Het kanton Authon-du-Perche omvatte de volgende gemeenten:
- Les Autels-Villevillon
- Authon-du-Perche (hoofdplaats)
- La Bazoche-Gouet
- Beaumont-les-Autels
- Béthonvilliers
- Chapelle-Guillaume
- Chapelle-Royale
- Charbonnières
- Coudray-au-Perche
- Les Étilleux
- Luigny
- Miermaigne
- Moulhard
- Saint-Bomer
- Soizé